# Tipula (Pterelachisus) kirbyana
Tipula (Pterelachisus) kirbyana is een tweevleugelige uit de familie langpootmuggen (Tipulidae). De soort komt voor in het Nearctisch gebied.